# Radenice
Radenice är en ort i Tjeckien. Den ligger i regionen Vysočina, i den centrala delen av landet, 140 km sydost om huvudstaden Prag. Radenice ligger 596 meter över havet och antalet invånare är 161.
Terrängen runt Radenice är huvudsakligen platt. Radenice ligger uppe på en höjd.Runt Radenice är det ganska glesbefolkat, med 43 invånare per kvadratkilometer. Närmaste större samhälle är Žďár nad Sázavou, 17,5 km nordväst om Radenice. Trakten runt Radenice består till största delen av jordbruksmark.